# 浜松事件 (抗争事件)
浜松事件（はままつじけん）は、1948年（昭和23年）4月に静岡県浜松市で発生した抗争事件。「浜松大紛争」とも呼ばれた。

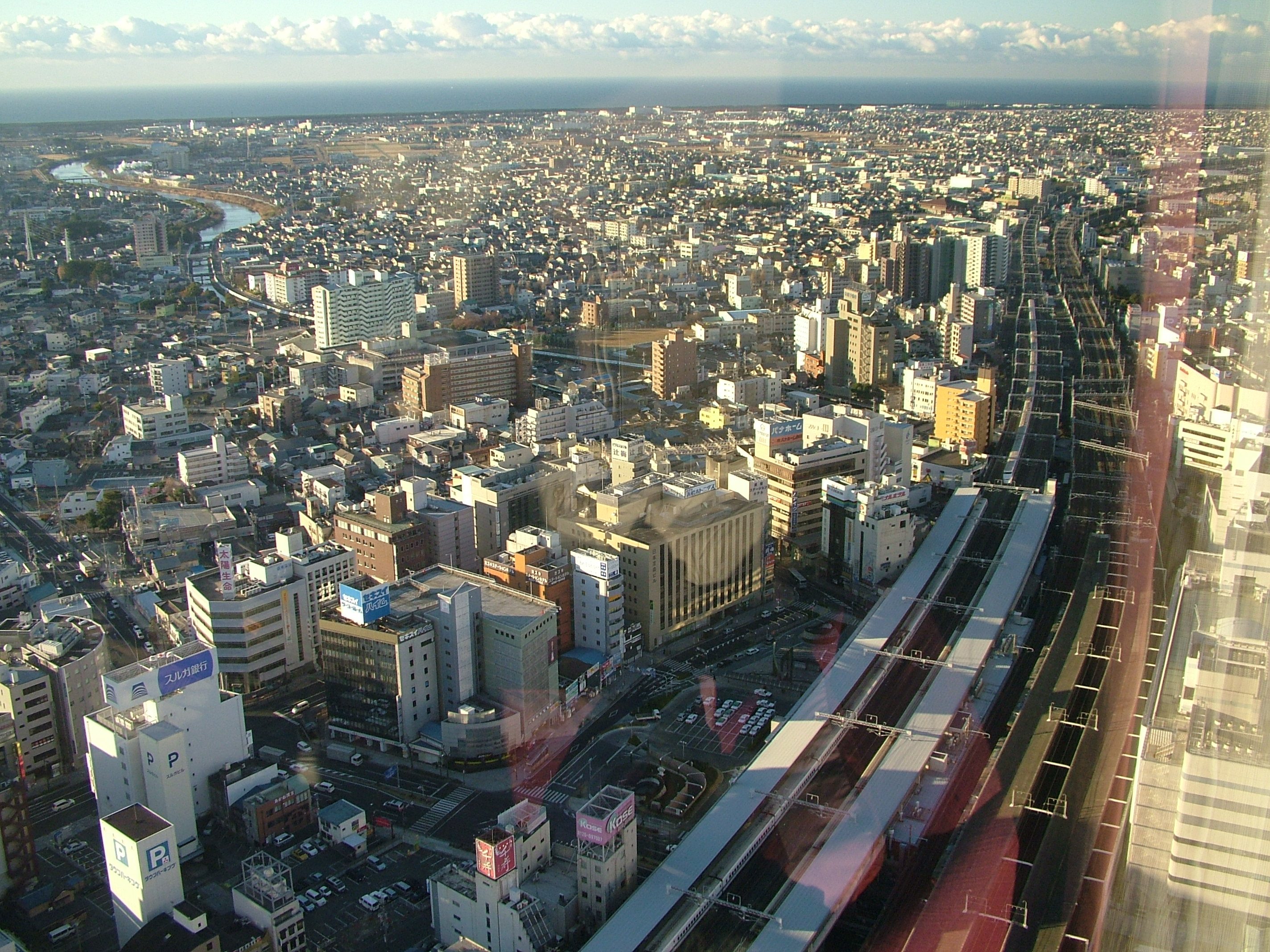
浜松

## 事件の発端
戦後、市内の国際マーケットは在日朝鮮人が押さえていたが、闇市は的屋の服部治助「服部組」であった。在日朝鮮人らは、在日本朝鮮人連盟の威光を背景に、地元の自治体警察であった浜松市警察の介入を許さず、禁制品を公然と売り捌いていた。服部組の方は合法な物品しか売っていなかったため、客足が奪われることになり、服部組は朝鮮人に反感をもっていた。1948年3月には、浜松市警の巡査が賭博の現行犯で朝鮮人を逮捕しようとしたところ、返り討ちにあって負傷する事件が発生。服部組は、その巡査を救出して近くの病院に収容、病院周辺を警護して朝鮮人の来襲を阻止するなど、一触即発の事態を迎えつつあった。

## 事件の概要
4月4日夕方、朝鮮人が服部組組長宅を襲撃したことで、朝鮮人・服部組・浜松市警の三つ巴の抗争が勃発した。服部組は直ちに報復すべく会合を開いたが、朝鮮人はその会合場所を襲い銃撃した。浜松市警も抗争を鎮圧するために出動したが、朝鮮人は浜松市伝馬町交差点でこれを迎えうち、警察との間で銃撃戦となった。5日以降の数日間の戦闘で死者数人・負傷者約300人を出した。浜松市警は駐留軍岐阜軍政部に憲兵の出動を要請し、400人の兵士が浜松に派遣されたことで漸く沈静化した。

## その後の顛末
この事件により、朝鮮人への評判は地に堕ち、逆に服部組は浜松市民有志から50万円（当時）の見舞金が送られた。同年8月4日、静岡地方裁判所浜松支部は17人に懲役6ヶ月～4年を言い渡した。